# Le Fils du cheik (film, 1926)
Pour les articles homonymes, voir Le Fils du cheikh (homonymie).
Série
Le Cheik
(1921)
Pour plus de détails, voir Fiche technique et Distribution.

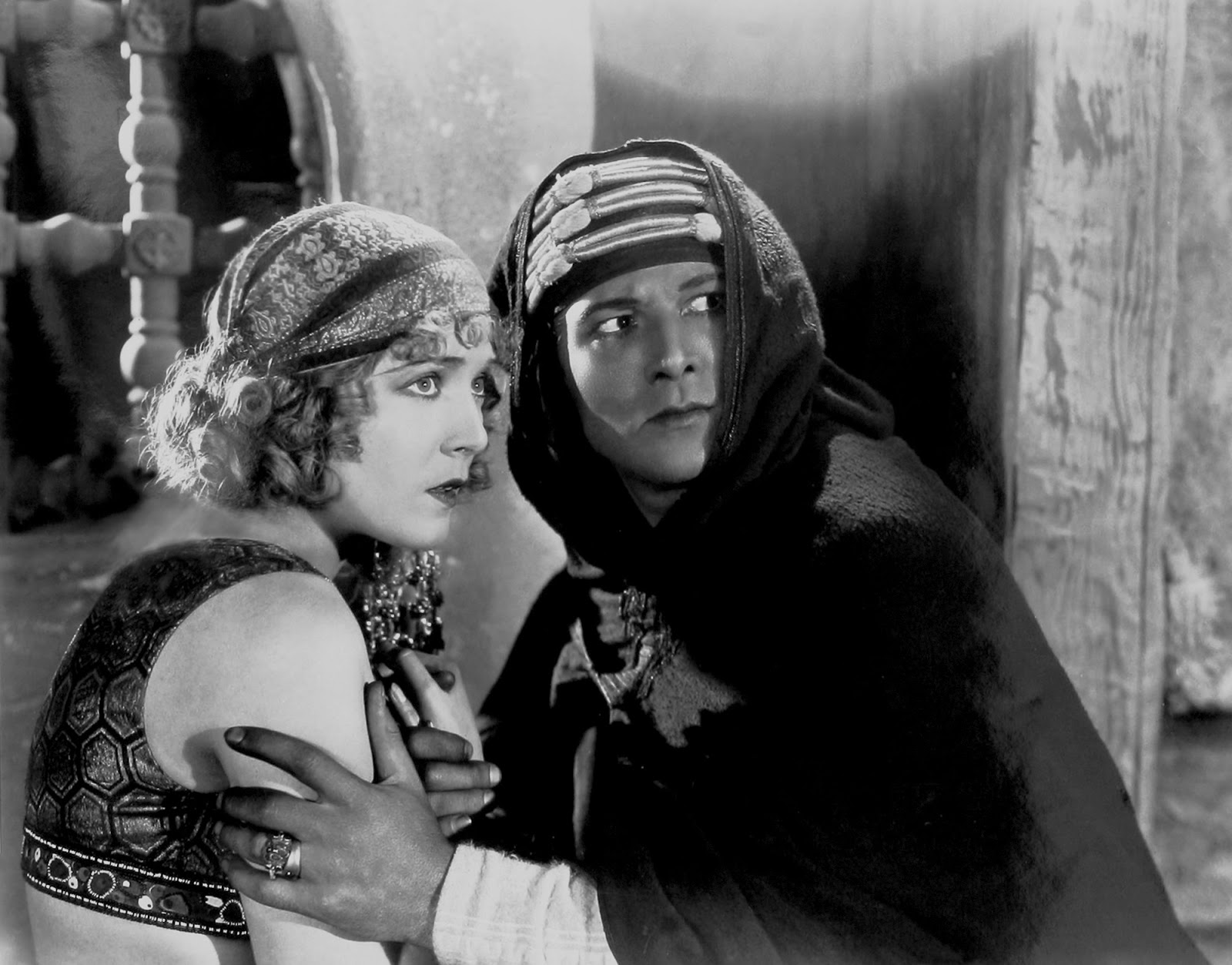
Vilma Bánky et Rudolph Valentino

Le Fils du cheik (titre original : The Son of the Sheik) est un film muet américain réalisé par George Fitzmaurice, sorti en 1926.

## Synopsis
Ahmed, le fils du Cheik, est amoureux de la danseuse Yasmin, fille d'un chef de bande français, André Romez. Rien ne va plus quand Ahmed croit que Yasmin l'a trahi. Mais c'est l'amour qui l'emporte et tout s'arrange.

## Fiche technique
- Titre français : Le Fils du cheik ou L'Amant éternel[1]
- Titre original : The Son of the Sheik
- Réalisation : George Fitzmaurice
- Scénario et adaptation : Frances Marion et Fred De Gresac d'après le roman The Sons of the Sheik de Edith Maude Hull
- Intertitres : George Marion Jr.
- Photographie : George Barnes
- Chef-décorateur : William Cameron Menzies
- Musique : Artur Guttmann (version 1937) et Jack Ward (version 1969)
- Production : George Fitzmaurice et John W. Considine Jr.
- Société de production : Feature Productions
- Distribution : United Artists
- Pays de production : États-Unis
- Format : Noir et blanc - film muet
- Genre : Aventure et comédie dramatique
- Durée : 68 minutes
- Date de sortie : 
  - États-Unis : 7 mai 1926
  - France : 23 septembre 1926[2]

## Distribution
- Rudolph Valentino : Ahmed, le fils du Cheik / Sheik Ahmed Ben Hassan
- Vilma Bánky : Yasmin, la fille d'André
- George Fawcett : André Romez
- Montagu Love : Ghabah
- Karl Dane : Ramadan
- Bull Montana : Ali
- Bynunsky Hyman : Pincher
- Agnes Ayres : Diana, la femme du Cheik

## Accueil critique et public
Film posthume de Rudolph Valentino, mort brutalement à 31 ans, Le Fils du cheik remporte un énorme succès, surpassant celui du premier film.

## Informations diverses
La société italienne Lenci commercialise dans les années 1920 une poupée en feutrine de 73 cm à l'image de Rudolph Valentino vêtu d'un des costumes qu'il porte dans le film.
Un remake égyptien, Un baiser dans le désert, a été réalisé en 1928 par Ibrahim Lama avec Badr Lama dans le rôle principal.